# 美國陸軍特级上将
美國陸軍特級上將（英語：General of the Armies of the United States）是美國陸軍中最高的軍階。該軍階目前在美國歷史上只被授予三次，一次是在1919年授予約翰·潘興，用以表彰他在第一次世界大戰期間指揮美國遠征軍所立下的汗馬功勞。另一次是在1976年授予喬治·華盛頓，用以表彰他對於美國獨立所立下的大功，並特別於美國建國兩百週年慶典期間追授，最近一次追授于前美国总统格兰特。

## 概述
美國陸軍特級上將此軍階有時被描述為六星上將，高於美國陸軍五星上將。而約翰·潘興是唯一一位在世時被授予美國陸軍特級上將的人。為了讓喬治·華盛頓在1976年明確成為美國軍事史上軍階最高的軍官，美國國會特別授予他合眾國特級上將，此一軍階高於美國陸軍其他所有軍階，無論是過去還是現在。
美國陸軍特級上將享有其他美國陸軍將軍所沒有的多項特權，包括高得多的薪資以及退休時領取津貼的權利。約翰·潘興退休時是美國聯邦政府中收入第二高的官員，僅次於美國總統。